# Lamine Keïta
Pour les articles homonymes, voir Keïta.
Lamine Keïta, né le 8 août 1933 à Bamako, est un homme politique, diplomate et dirigeant sportif malien.

## Biographie

### Études et carrière dans l'hydraulique
Lamone Keïta étudie de 1947 à 1953 au lycée Terrasson de Fougères à Bamako, obtenant un baccalauréat mathématique. Il est ensuite étudiant à l'université de Fann à Dakar jusqu'en 1955, obtenant un certificat de mathématiques, physique et chimie. Il part ensuite en France, obtenant une licence en physique en 1957 à l'université de Grenoble, et un diplôme d'ingénieur hydraulicien en juin 1960 à l'Institut polytechnique de Grenoble
Il pratique le basket-ball lors de ses études, à Dakar au Sénégal et au Grenoble Université Club en France.
Il revient dans son pays natal, désormais indépendant, en 1961 et travaille à la Direction générale de l'hydraulique. Il devient un an plus tard directeur général de l'Hydraulique et de l'Énergie.

### Politique et diplomatie
Il est nommé ministre du Développement industriel et du Tourisme. Il est en 1987 ambassadeur du Mali auprès de la Communauté économique européenne à Bruxelles, auprès de la Belgique, des Pays-Bas, du Luxembourg, du Royaume-Uni et de l'Italie,.

### Sport
Il est ensuite président de la Fédération malienne de basket-ball, de l'Association des fédérations africaines de basket-ball de 1968 à 1976 et du Comité national olympique et sportif du Mali (CNOSM) à partir de 1970. Il est aussi vice-président de la Fédération internationale de basket-ball. Membre du Comité international olympique à partir de 1977, il fait l'objet d'une enquête pour comportement inapproprié lors du scandale de l'attribution des Jeux olympiques d'hiver de 2002 ; il est expulsé du CIO en mars 1999 et met un terme à son mandat de président du CNOSM.